# Marie López del Puerto
Marie López del Puerto es una física de la materia condensada mexicana radicada en Estados Unidos cuya investigación se centra en el estudio computacional de las propiedades electrónicas, ópticas y cuánticas de nanocristales y nanoestructuras. Como profesora de física, ha trabajado para integrar la física computacional en el plan de estudios de física de licenciatura. Se desempeña como profesora de física y directora del departamento de física de la Universidad de Santo Tomás, una universidad católica privada de Minnesota.

## Biografía
Obtuvo una licenciatura en física por la Universidad de las Américas de Puebla en 2002. Se desempeñó como profesora ese año, enseñando física en una universidad local durante un período entre el final de su licenciatura y el comienzo de su programa de posgrado. Realizó estudios de posgrado en física en la Universidad de Minnesota, obteniendo una maestría en 2004 y completando su doctorado allí en 2008, siendo supervisada por James R. Chelikowsky. Chelikowsky se trasladó al Instituto Oden de Ingeniería Computacional y Ciencias de la Universidad de Texas en Austin en 2005, y López del Puerto continuó trabajando con él allí, pero obtuvo su título en la Universidad de Minnesota.
Se convirtió en miembro del cuerpo docente de la Universidad de St. Thomas en 2008.

### Reconocimiento
Recibió en 2023 el Premio a la Excelencia en la Educación en Física otorgado por la Sociedad Estadounidense de Física (APS), por su trabajo con la Asociación para la Integración de la Computación en la Física de Pregrado, un proyecto de educación en física multiuniversitario al que se unió en 2012. Fue nombrada miembro de la Sociedad Estadounidense de Física en 2023, después de una nominación del Foro de Educación de la APS, "por su impactante trabajo en la integración de la computación en el plan de estudios de física, por su liderazgo en la Asociación para la Integración de la Computación en la Física de Pregrado y por su servicio a la Sociedad Estadounidense de Física y la Asociación Estadounidense de Profesores de Física".